# سرآسیاب (نطنز)
سرآسیاب (بادرود)، روستایی از توابع بخش امام زاده آقا علی عباس به مرکزیت بادرود شهرستان نطنز در استان اصفهان ایران است. نام این روستا به سبب وجود اسیاب آبی قدیم در کنار مسیر گذر آبی که از رشته کوه های کرکس سرچشمه میگیرد و موسوم است به آب ، باد و یا هنجن ، سرآسیاب ( به زبان محلی ور آسیو) نهاده شده است. آب و هوای نسبتاً خنک و معتدل این روستا و وجود باغت و مزارع سرسبز کشاورزی و همچنین آسیاب آبی قدیمی و کارگاه های گلاب گیری موجبات جذب گردشگر به سرآسیاب را فراهم آورده است.

## جمعیت
این روستا در دهستان سرآسیاب بخش امامزاده آقاعلی عباس بادرود قرار دارد و براساس سرشماری مرکز آمار ایران در سال ۱۳۸۵، جمعیت آن ۱۶۵ نفر (۴۸خانوار) بوده‌است.
مردم این روستا بسیار مهمان نواز و خونگرم می‌باشند.حرفه و پیشه انها کشاورزی و دامپروری بوده و از این طریق امرار معاش می کنند ، زبان مردم روستای سرآسیاب بادرود همان گویش محلی بادرودی است که با تغییر بسیار کمی در تلفظ بعضی از واژگان همراه شده است